# Neela

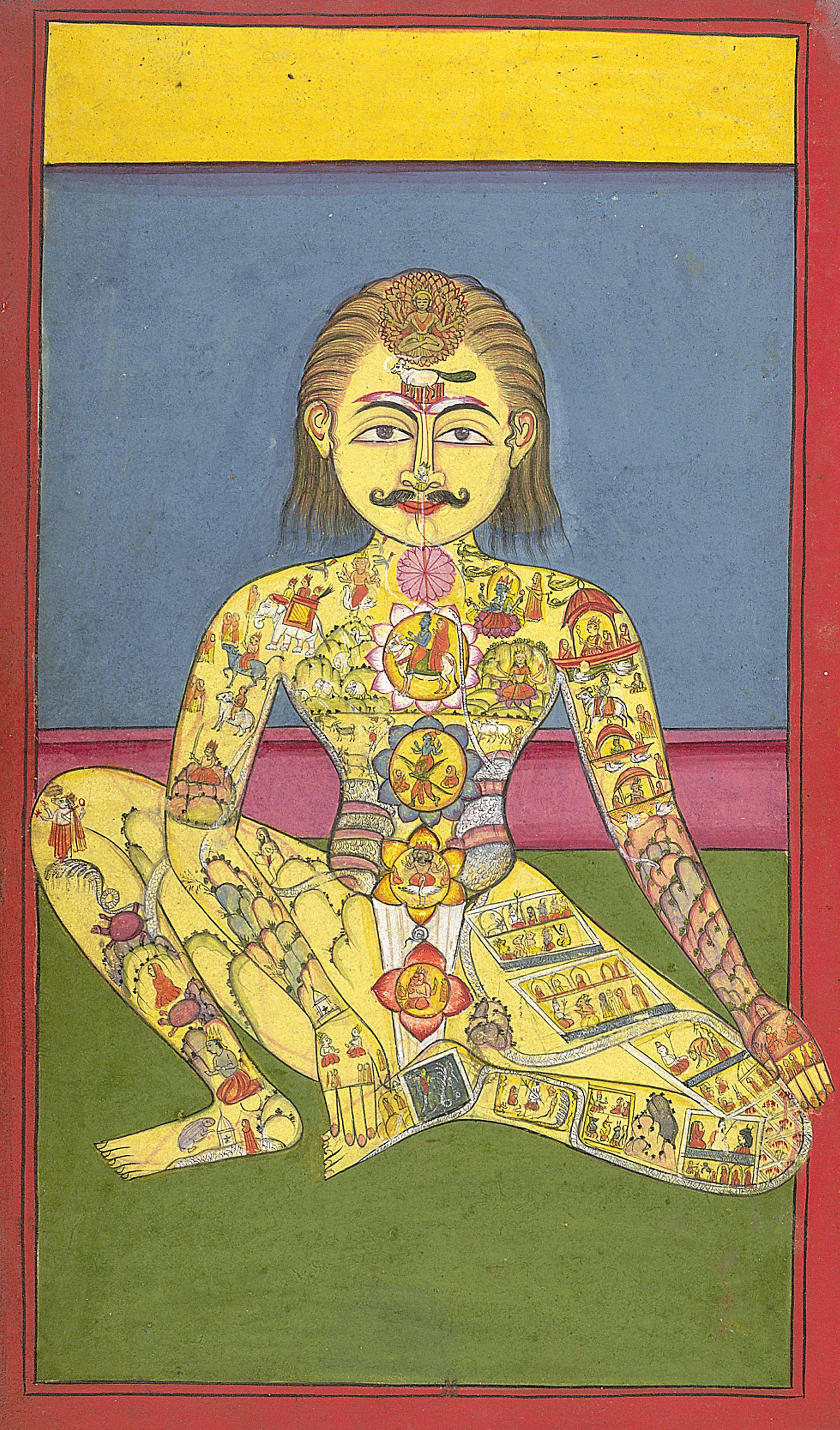
Oude Tibetaanse kaart met de 7 Chakra's en de belangrijkste marmapunten.

Neela (Neela-punt) is een marmapunt gelegen op in de hals. Marmapunten worden in oosterse filosofieën gebruikt bij massage, yoga, reflexologie en reiki. Men gelooft dat een marmapunt op een nadi ligt en zo een uitwerking kan hebben op een bepaald lichaamsdeel, proces of emotie
Neela is gelegen onder aan de hals in de driehoek waar de sleutelbeenderen bijeenkomen. Dit punt heeft invloed op het vijfde chakra (Vishuddha) en de schildklier.

## Overige marmapunten
Naar schatting zijn er 62.000 marmapunten in het lichaam. De belangrijkste 52 zijn: